# Julius LeBlanc Stewart
Julius LeBlanc Stewart (ur. 6 września 1855 w Filadelfii, zm. 4 stycznia 1919 w Paryżu) – amerykański malarz aktywny w Paryżu na przełomie XIX i XX w.
Urodził się w rodzinie zamożnego kolekcjonera sztuki Williama H. Stewarta. Studiował w École des Beaux-Arts, jego nauczycielami byli malarze akademiccy Jean-Léon Gérôme i Raimundo de Madrazo.
Artysta debiutował w paryskim Salonie w 1878 i szybko osiągnął znaczną popularność. Od lat 80. XIX w. do końca wieku był obok Johna Singera Sargenta najbardziej popularnym amerykańskim artystą w Europie.
Stewart malował przede wszystkim sceny rodzajowe z życia wyższych sfer, portrety i akty. W latach 90. XIX w. zainteresował się pejzażem, przedstawiał głównie Wenecję. Pod koniec życia, gdy zaczął tracić popularność zajął się tematyką religijną. Jego prace odznaczają się jasną i bogatą kolorystyką, wyraźnie inspirowaną impresjonizmem, tematyka jest lekka i radosna. Dominują przedstawienia młodych i wyidealizowanych kobiet podczas błahych zajęć, zabawy i wypoczynku. Akty często nawiązują do tematyki mitologicznej, zwykle przedstawiają modelki na łonie natury i w ruchu.

## Galeria

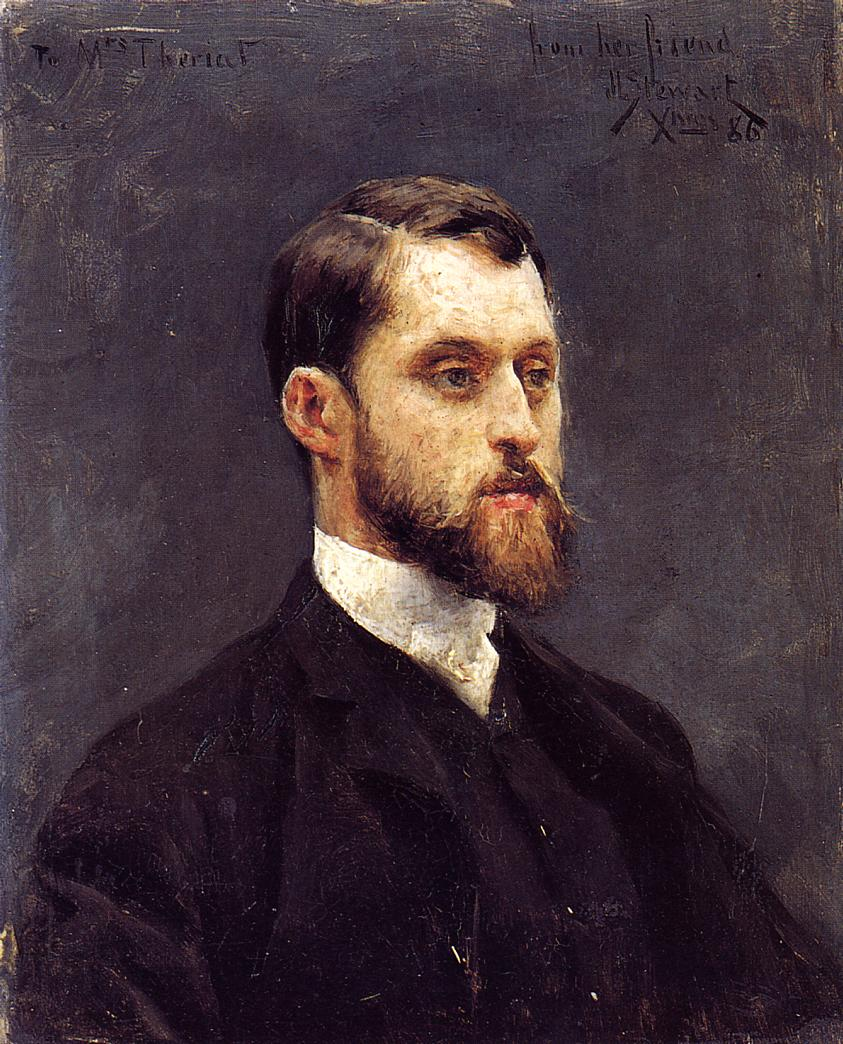
Autoportret
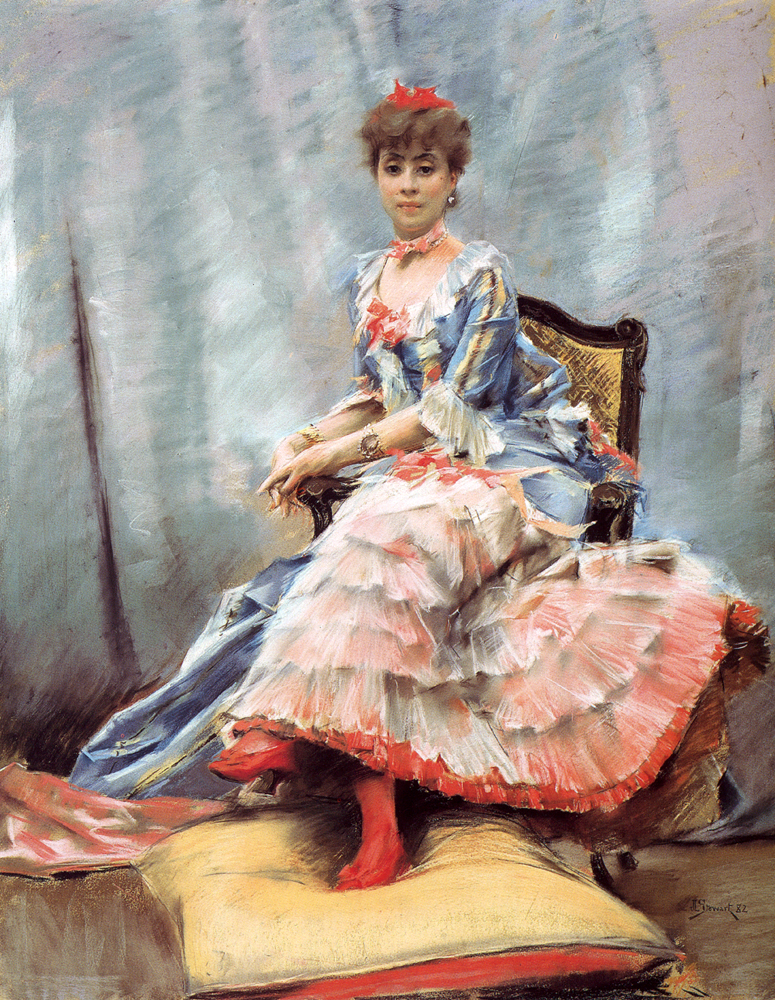
Portret Laury Hayman
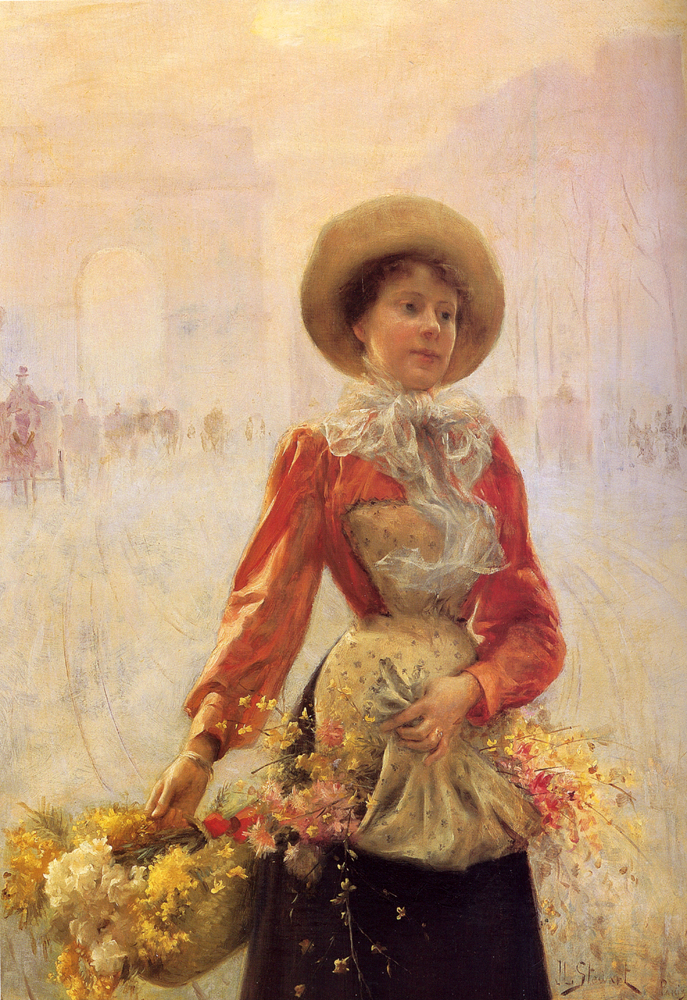
Kwiaciarka
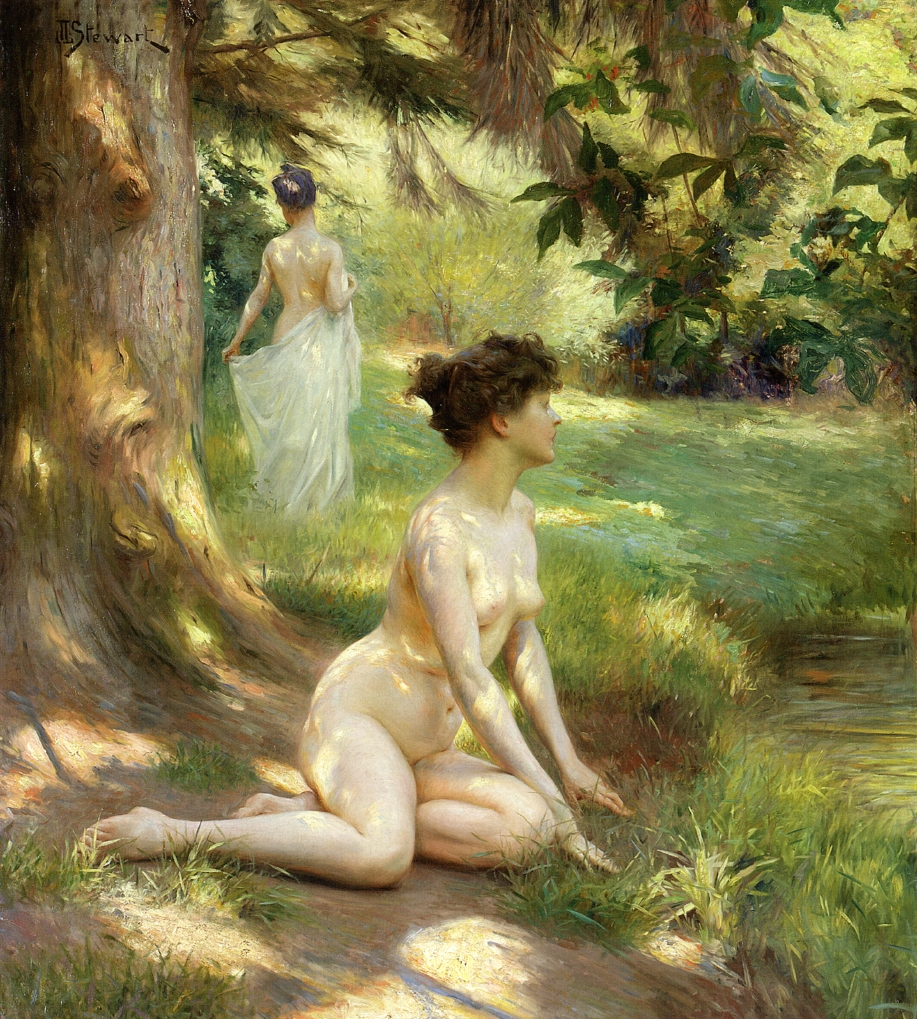
W promieniach słońca
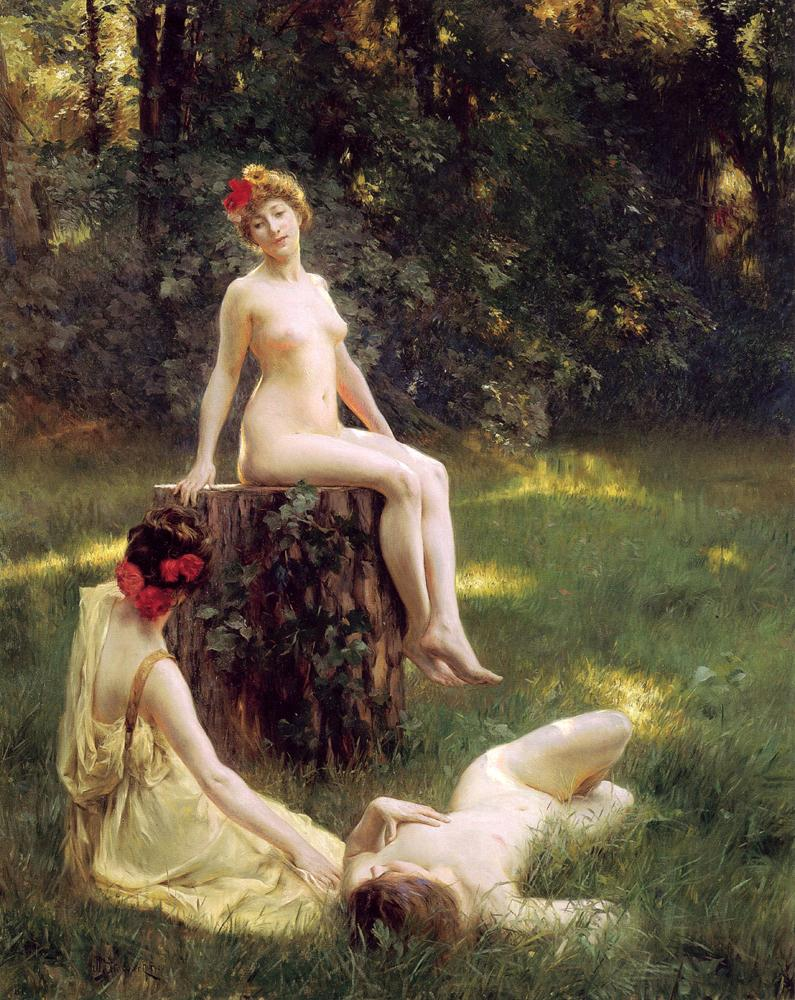
La Clairiere